# Илирски владари
Ово је списак илирских владара.

## Владари Илирије
- Сирас, вођа илирских племена (5. век пне)
- Бардил, илирски краљ (393-359. п. н. е.)
- Грабос, илирски краљ (356-344. п. н. е.)
- Клит, илирски краљ (335-325. п. н. е.)
- Глаук, илирски краљ (325-302. п. н. е.)
- Бардил II, илирски краљ (302-280. п. н. е.)
- Монун, илирски краљ (280-270. п. н. е.)
- Митил, илирски краљ (270-260. п. н. е.)
- Плеурат I, илирски краљ (260-250. п. н. е.)
- Агрон, илирски краљ (250-231. п. н. е.)
- Теута, илирска краљица (231—228. п. н. е.)
- Деметрије Хварски, грчки војсковођа (228—219. п. н. е.)
- Скердилаид, илирски краљ (219-216. п. н. е.)
- Плеурат II, илирски краљ (197-180. п. н. е.)
- Генције, илирски краљ (180-168. п. н. е.)
- Балајос, краљ Илира, чије се седиште налазило у Ризону (после 167. године пре нове ере)

## Владари Дарданије
- Дардански краљ (непознато име) (279. п. н. е.)
- Лонгарус, краљ Дарданаца (3. век пне)
- Бато, краљ Дарданаца (3—2. век пне)
- Монуниус, краљ Дарданаца (2. век пне)
- Етута, Монуниусова ћерка, влада Дарданцима (2. век пне)